# 뉴스 브리지 기타큐슈
뉴스 브리지 기타큐슈(ニュースブリッジ北九州)은 NHK 기타큐슈 방송국에서 제작되어 방영되고 있는 저녁 정보 프로그램이다. 2013년 4월 1일 첫방송되어 지금까지 이어지고 있다.

## 방송 시간
- 월 ~ 금: 저녁 6시 10분 ~ 7시(50분)